# Dolichotis patagonum
Mara, Lièvre de Patagonie, Lièvre des pampas
Pour les articles homonymes, voir Mara et Lièvre des pampas.
Espèce
Statut de conservation UICN

 NT  : Quasi menacé
Le Mara (Dolichotis patagonum) est une espèce de rongeurs de la famille des Cavidés, comme les cobayes communs, bien que son apparence rappelle celle des lièvres. Ce mammifère est endémique d'Argentine et classé dans la Liste rouge de l'UICN comme « quasi menacé ». Après le capybara et le castor, le mara est le troisième plus gros rongeur vivant.
L'espèce a été décrite pour la première fois en 1780 par le zoologiste allemand Eberhard August Wilhelm von Zimmermann (1743-1815). Ces animaux sont nommés en français Mara,,, Lièvre de Patagonie ou Lièvre des pampas ou encore Lièvre des pampas de Patagonie pour les distinguer des viscaches appelées de même.

## Description
Le mara mesure entre 70 et 75 centimètres de la tête à la queue et pèse de 8 à 16 kilogrammes. Ses oreilles et membres sont particulièrement longs. Ses pattes arrière sont plus grandes et musclées que ses pattes avant. Il a notamment un radius plus longs que l'humérus. Les pattes avant ont quatre doigts tandis que celles arrière en ont seulement trois. Il a un pelage dorsal gris avec une tache blanche sur la croupe séparée de la fourrure dorsale par une zone noire. En outre, le mara a un ventre blanc avec un flanc et un cou tendant à l'orange. Sa queue est courte (environ 5 cm) et presque sans poils. Bâti pour la course, le mara est extrêmement rapide pour un animal de sa taille : il peut sprinter à 55 km/h en moyenne avec des pointes à 80 km/h sur de courtes distances et il peut bondir jusqu'à 2 mètres à la verticale. Il peut vivre de 20 ans à 25 ans selon les individus.

### Liste des sous-espèces
Selon Mammal Species of the World (version 3, 2005)  (25 janv. 2013) :
- sous-espèce Dolichotis patagonum centricola
- sous-espèce Dolichotis patagonum patagonum

Selon NCBI (25 janv. 2013) :
- sous-espèce Dolichotis patagonum centricola

## Habitat
Cet animal est naturellement présent en Argentine. Il habite les vastes savanes sèches à buissons et arbustes et les régions semi-désertiques de la Patagonie où les hivers sont très froids et les étés très chauds. Il creuse ses propres terriers qui peuvent être très profonds (jusqu'à 10 mètres) ou réutilise ceux qui sont abandonnés. On peut parfois le trouver dans des caves.  

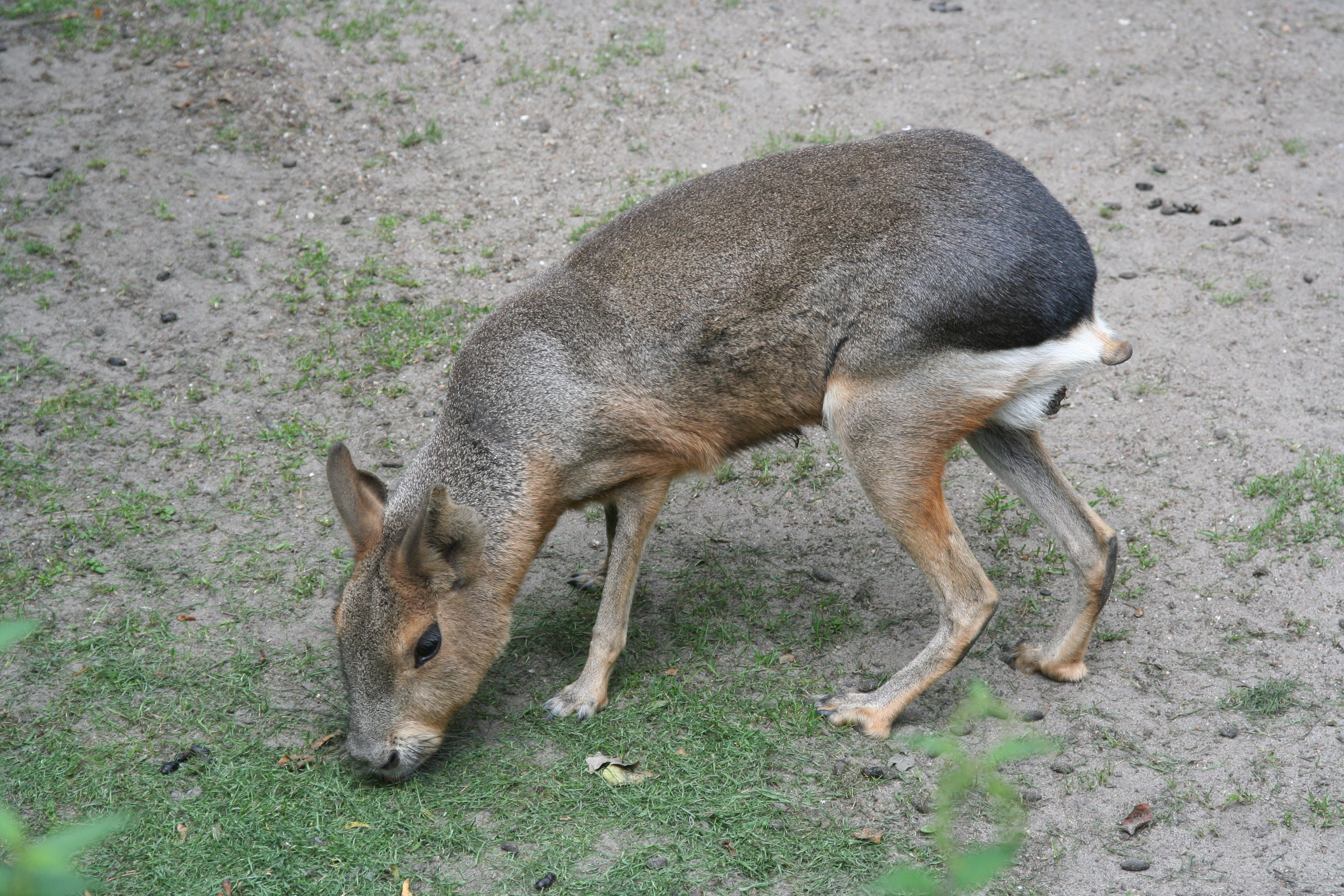
Photo d'un mara adulte debout

## Alimentation
Herbivore, il se nourrit le jour d'herbes, plantes, feuilles, racines et d'écorces.

## Comportement
Ce sont des animaux très sociaux  : ils peuvent vivre dans des groupes de 10 à 30 individus et ils communiquent par différents sons, des petits bruits graves aux sifflements aigus comme le cochon d'Inde. Leur principal lien est un terrier, une « crèche » où tous les petits sont rassemblés quelques heures après leur naissance. Ils y restent jusqu'à l'âge de quatre mois, attendant que leur mère respective vienne les allaiter plusieurs fois par jour.

## En couples
Le mara est l'un des rares mammifères restant toute sa vie en couple monogame. L'un des partenaires guette le danger, pendant que l'autre mange. Les couples interagissent rarement, mais ils ont un terrier commun pour tous leurs petits, nourris chaque jour par leurs parents respectifs.